# Edmund Makowski (historyk)
Edmund Makowski (ur. 7 lipca 1931 w Bielawach, zm. 7 lipca 2000 w Puszczykowie) – profesor nauk historycznych, polski historyk XIX i XX wieku, specjalizujący się w szczególności w historii Wielkopolski w XX wieku.

## Wykształcenie
- 1938-1939 - uczeń szkoły powszechnej w rodzinnej wsi (naukę przerywa wojna)
- 1946 - ukończenie szkoły powszechnej w Kłecku
- 1946-1950 – uczeń Liceum Pedagogicznego w Wągrowcu
- 1950-1955 – studia historyczne na Uniwersytecie im. Adama Mickiewicza
- 1965 – doktorat (Klasowy ruch robotniczy w Wielkopolsce w latach 1924-1929) na Uniwersytecie im. Adama Mickiewicza (promotor prof. Witold Jakóbczyk
- 1976 – habilitacja (Wielkopolska pod władzą sanacji. Kształtowanie się stosunków społeczno-politycznych w latach 1926-1939) na Uniwersytecie im. Adama Mickiewicza[1]
- od 1978 – docent na Uniwersytecie im. Adama Mickiewicza
- od 1991 – profesor nadzwyczajny na Uniwersytecie im. Adama Mickiewicza
- w 1992 uzyskał tytuł profesora nauk historycznych
- od 1998 – profesor zwyczajny

## Działalność naukowa i zawodowa
- 1941-1943 - robotnik przymusowy w gospodarstwie u niemieckiego kolonisty
- 1943-1945 – robotnik przymusowy w Niemczech
- 1955-1958 – z nakazu pracy cenzor w poznańskiej delegaturze cenzury
- 1958-1963 – redaktor w dziale literatury naukowej Wydawnictwa Poznańskiego
- 1963-1973 - zastępca redaktora naczelnego Wydawnictwa Poznańskiego (usunięty za książkę Leszka Moczulskiego pt. Wojna polska 1939 roku
- od 1973 pracownik (początkowo adiunkt) Instytutu Historii UAM
- 1973–1990: redaktor kwartalnika „Kronika Wielkopolski”
- 1978–1981: zastępca dyrektora ds. dydaktycznych Instytutu Historii Uniwersytetu im. Adama Mickiewicza w Poznaniu
- od 1982 - kierownik Zakładu Historii Polski Ludowej (od 1990 Zakładu Najnowszej Historii Polski) [następca: prof. Przemysław Hauser]
- 1985-1987 – dziekan Wydziału Historycznego UAM
- 1985-1990 – członek Senatu UAM
- członek Komitetu Redakcyjnego kwartalnika KC PZPR Z Pola Walki, w którym publikowano artykuły na temat historii polskiego i międzynarodowego ruchu robotniczego i komunistycznego

## Uczniowie profesora
Seminarzystami profesora byli archiwiści: dr hab. Dariusz Matelski i dr hab. Krzysztof Stryjkowski oraz historycy IPN: dr hab. Konrad Białecki, prof. dr hab. Stanisław Jankowiak, dr Jan Miłosz i dr Przemysław Zwiernik.

## Działalność społeczna
- 1948-1955 – członek ZMP
- pierwsza połowa lat pięćdziesiątych - uczestnik propagandowych przedsięwzięć poznańskich studentów (np. budowa stadionu AZS i skrzydła Biblioteki Uniwersyteckiej)
- 1954-1990 – członek PZPR

## Życie prywatne
Syn Zofii z domu Chuda i Piotra Makowskich. Żona: Władysława (z domu Swat), dzieci: Jadwiga, Przemysław.
Edmund Makowski został pochowany w alei zasłużonych na cmentarzu komunalnym na Miłostowie w Poznaniu.

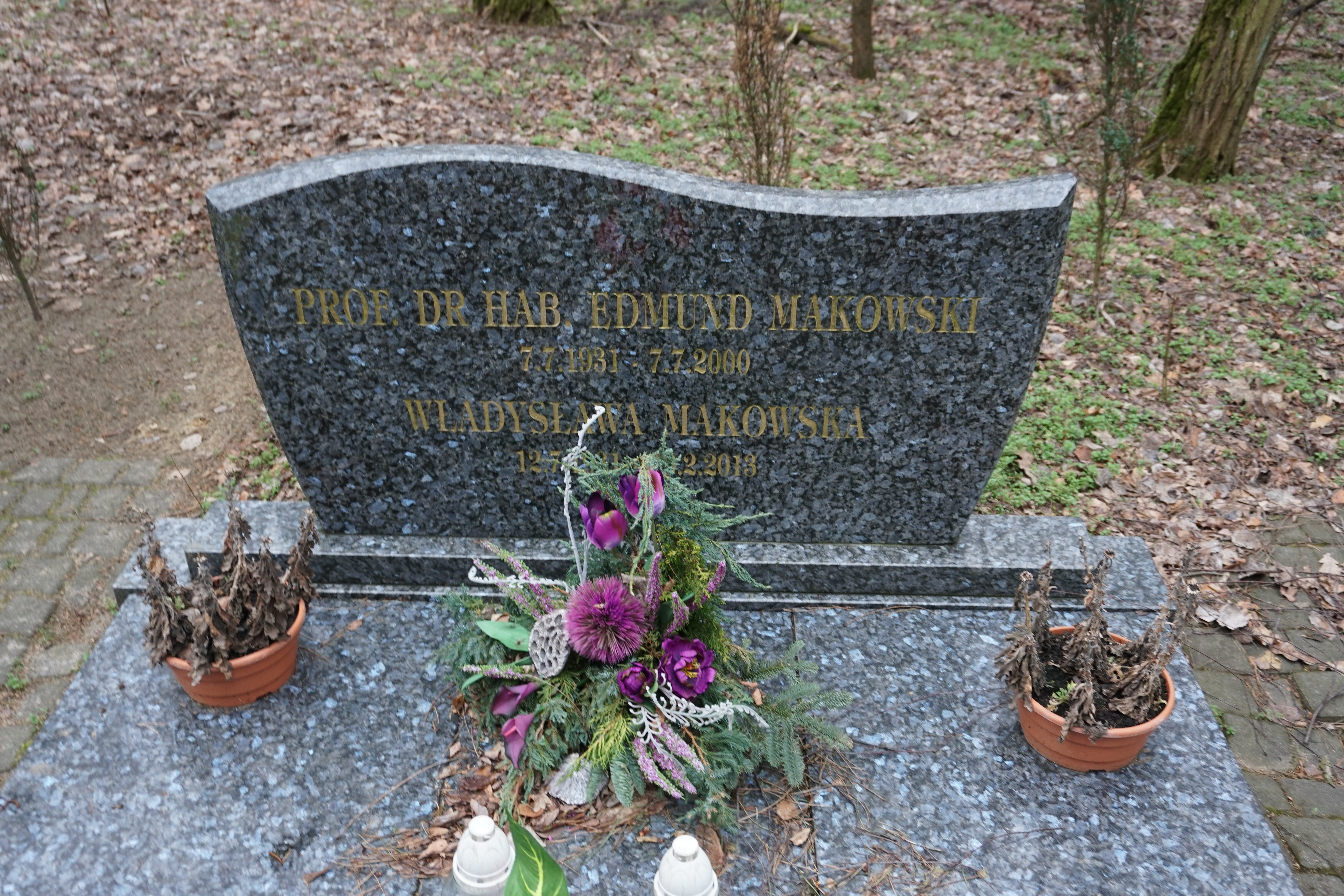
Grób prof. Edmunda Makowskiego na cmentarzu Miłostowo w Poznaniu

## Twórczość

### Książki
- Antoni Czubiński, Edmund Makowski, Klasowy ruch robotniczy w Wielkopolsce w okresie II Rzeczypospolitej. Tom I: Lata 1918-1928, Poznań 1963.
- Pamiętniki nauczycieli złotowskich 1929-1939. Oprac. Edmund Makowski (Poznań 1966).
- Eugeniusz Dałek, Edmund Makowski, Demokratyczne organizacje młodzieżowe w Wielkopolsce 1945-1948, Poznań 1969.
- Eugeniusz Dałek, Edmund Makowski, Demokratyczne organizacje młodzieżowe w Wielkopolsce 1945-1948, wyd. II popr., Poznań 1973.
- Studia z dziejów Polski, Niemiec i NRD XVI-XX w. Księga pamiątkowa dedykowana prof. Zdzisławowi Grotowi w 70 rocznice urodzin. Red. Antoni Czubiński i Edmund Makowski, Poznań 1974.
- Wrześniowe dni klęski i chwały. Wspomnienia żołnierzy Armii "Poznań" i Wielkopolan o wrześniu 1939 [roku], Wybór, opracowanie i wstęp Edmund Makowski. Przedmowa Zbigniew Załuski, (Poznań 1975) [rec. Eugeniusz Paukszta, "Kronika Wielkopolski", 1976, nr 1-2 (8),s. 290-296].
- Pracy nam dajcie. Wspomnienia Wielkopolan z lat 1919-1939. Wybór i opracowanie Edmund Makowski, Poznań 1979 [rec. Marian Olszewski, "Kronika Wielkopolski", 1980, nr 1 (21), s. 126-129].
- 60 rocznica Powstania Wielkopolskiego 1918-1919. Kronika obchodów. Red. Edmund Makowski, Poznań 1979 [rec. Bogusław Polak, "Kronika Wielkopolski", 1981, nr 1 (24),s. 229-231].
- 60 rocznica Powstania Wielkopolskiego 1918-1919. Kronika obchodów. Red. Edmund Makowski, wyd. II, Poznań 1980 [rec. Bogusław Polak, "Kronika Wielkopolski", 1981, nr 1 (24),s. 229-231].
- Kształtowanie się stosunków społeczno-politycznych Wielkopolsce w latach 1926-1939 (Warszawa-Poznań 1979) [rec. Przemysław Hauser, "Kronika Wielkopolski", 1981, nr 1 (24),s. 231-233].
- Wydarzenia czerwcowe w Poznaniu 1956 [roku]. Materiały z konferencji. Red. Edmund Makowski (Poznań 1981) [rec. Lech Trzeciakowski, "Kronika Wielkopolski", 1982, nr 1 (27), s. 103-106].
- Wybór tekstów do niemieckiego ruchu robotniczego 1848-1945, Poznań 1982.
- Ruch robotniczy w Wielkopolsce. Zarys dziejów do 1981 roku (Poznań 1984) [rec. Andrzej Choniawko, "Kronika Wielkopolski", 1985, nr 2 (37), s. 249-253].
- Vitoldus Hensel (Witold Hensel) [uroczystość nadania Doktoratu Honoris Causa UAM 19 stycznia 1987 roku]. Red. i oprac. Jan Żak i Edmund Makowski (Poznań 1989).
- Najnowsze dzieje Wielkopolski 1945-1989. Red. Edmund Makowski, numer specjalny "Kroniki Wielkopolski", nr 2 (51), Poznań 1989.
- Wrześniowe dni klęski i chwały. Wspomnienia żołnierzy Armii "Poznań" i Wielkopolan o wrześniu 1939 [roku], Wybór, wstęp i przypisy Edmund Makowski (Poznań 1989) [rec. Tadeusz Kotłowski, "Kronika Wielkopolski", 1990, nr 1 (54),s. 163-164].
- Od Socjaldemokracji do „Solidarności”. Organizacje robotnicze w Wielkopolsce w XIX i XX wieku (do roku 1990) (Poznań 1991).
- Pracy nam dajcie. Wspomnienia Wielkopolan z lat 1919-1939. Wybór i opracowanie Edmund Makowski (Poznań 1991).
- Dzieje Wągrowca. Red. Edmund Makowski, Poznań 1994.
- Poznański czerwiec 1956 w dokumentach, (Poznań 1995 - współautor: Stanisław Jankowiak) [rec. Antoni Czubiński, "Studia Historica Slavo-Germanica", 1996, t. XXI, s. 237-239; Dariusz Matelski, „Kwartalnik Historyczny", r. CIII, 1996, nr 3, s. 151-153; Dariusz Matelski, „Życie i Myśl", r. XLIV, 1996, nr 3 (431), s. 84-85; Dariusz Matelski, „Archeion", 1997, tom 97, s. 259-261].
- Przełomowy rok 1956. Poznański Czerwiec, Polski Październik, Budapeszt. Red. Stanisław Jankowiak i Edmund Makowski (Poznań 1998).
- Poznański Czerwiec 1956 – pierwszy bunt społeczeństwa w PRL (Poznań 2001).
- Dzieje Turku. Red. Czesław Łuczak i Edmund Makowski (Poznań 2002).
- Poznański Czerwiec 1956 – pierwszy bunt społeczeństwa w PRL (wyd. II, Poznań 2006).

## Artykuły
- Proces Alfreda Bema i towarzyszy w Poznaniu 1927 r., „Kronika Miasta Poznania”, 1960, nr 3, s. 36-50, fot.
- Uniwersytet Robotniczy w Poznaniu 1923-1926, „Kronika Miasta Poznania”, 1961, nr 1, s. 47-54, fot.
- Położenie robotników w województwie poznańskim w latach 1924-1929, "Studia i Materiały do Dziejów Wielkopolski i Pomorza", t. X, 1970, z. 20, s. 97-127.
- Wybory do Rady Miejskiej Poznania w 1929 r., "Kronika Miasta Poznania", 1973, nr 2, s. 31-43.
- Bezrobocie w Wielkopolsce w latach 1929-1939, [w:] Studia z dziejów Polski, Niemiec i NRD XVI-XX w. Księga pamiątkowa dedykowana prof. Zdzisławowi Grotowi w 70 rocznice urodzin. Red. Antoni Czubiński i Edmund Makowski, Poznań 1974, s. 361-379.
- Bezrobocie w Wielkopolsce w latach 1929-1939, cz. I: W okresie kryzysu gospodarczego (1929-1934), "Kronika Miasta Poznania":, 1974, nr 1, s. 35-54.
- Tragiczny wrzesień w Wielkopolsce (przed XXXV rocznicą), "Kronika Wielkopolski", 1974, nr 2 (3), s. 94-113, il.
- Demokratyczny ruch młodzieżowy w Wielkopolsce w pierwszych latach PRL (1945-1948), "Kronika Wielkopolski", 1975, nr 2-3 (6), s. 248-271, il.
- Bezrobocie w Wielkopolsce w latach 1929-1939, cz. II: W okresie pokryzysowym (1935-1939), "Kronika Miasta Poznania":, 1976, nr 1.
- Z dziejów bezrobocia w Wielkopolsce, "Kronika Wielkopolski", 1978, nr 1 (14), s. 119-122.
- Repolonizacja ludności Wielkopolski po roku 1918, "Kronika Wielkopolski", 1978, nr 4 (17), s. 113-126.
- Tradycje współpracy i zjednoczenie ruchu robotniczego w Wielkopolsce, "Kronika Wielkopolski", 1979, nr 1-2 (18), s. 5-27.
- Mniejszość niemiecka w Wielkopolsce w przededniu i w pierwszych dniach wojny, "Kronika Wielkopolski", 1979, nr 3 (19), s. 50-71.
- Wpływ zwycięstwa hitleryzmu w Niemczech na mniejszość niemiecką w Wielkopolsce, [w:] Rola Wielkopolski w dziejach narodu polskiego. Księga pamiątkowa prof. Witolda Jakóbczyka w 70 rocznice urodzin. Red. Stanisław Kubiak i Lech Trzeciakowski, Poznań 1979, s. 345-356.
- Czerwiec 1956 w Poznaniu (przyczyny - przebieg - skutki), "Miesięcznik Literacki", sierpień-wrzesień 1981, s. 123-136.
- Geneza wydarzeń czerwcowych w Poznaniu w 1956 r., [w:] Wydarzenia czerwcowe w Poznaniu 1956 [roku]. Materiały z konferencji. Red. Edmund Makowski, Poznań 1981, s. 9-28.
- Zarys ruchu robotniczego w województwie poznańskim na tle ogólnopolskiej sytuacji społeczno-politycznej (1945-1981), "Kronika Wielkopolski", 1982, nr 2 (28), s. 53-89.
- Czerwcowe wydarzenia w Poznaniu w 1956 roku, "Kronika Wielkopolski", 1982, nr 2 (28), s. 103-122.
- Kilka uwag o polityce Republiki Weimarskiej wobec mniejszości niemieckiej na Bałkanach, [w:] Państwa bałkańskie w polityce imperializmu niemieckiego w latach 1871-1945. Red. Antoni Czubiński, Poznań 1982, s. 279-282.
- Mniejszość niemiecka w Polsce w polityce niemieckiej, [w:] Rola mniejszości niemieckiej w rozwoju stosunków politycznych w Europie 1918-1945. Red. Antoni Czubiński, Poznań 1984, s. 311-332.
- Z dziejów Wielkopolski w Polsce Ludowej (do roku 1975), "Kronika Wielkopolski", 1985, nr 4 (39),s. 17-39.
- Tajne zabiegi Niemiec o utrzymanie kolonistów w zachodniej Polsce (1919-1929), [w:] Polacy i Niemcy. Dziesięć wieków sąsiedztwa wieków sąsiedztwa. Red. Antoni Czubiński, Warszawa 1987, s. 303-322,
- Tradycje ruchu robotniczego w Wielkopolsce (do roku 1945), "Kronika Wielkopolski", 1988, nr 2 (48), s. 61-82, il.
- Działalność społeczno-polityczna [Wielkopolan w latach 1945-1975], "Kronika Wielkopolski", 1989, nr 2 (51), s. 33-85.
- Kryzys polityczny 1980-1981 (zapis ważniejszych wydarzeń), "Kronika Wielkopolski", 1989, nr 4 (53), s. 30-55.
- Adolf Rafał Bniński - wojewoda poznański w latach 1923-1928, "Kronika Wielkopolski", 1998, nr 4 (87), s. 58-66.
- Niemiecka polityka mniejszościowa 1929-1933, [w:] Niemcy w polityce międzynarodowej 1919-1939. Tom II: Lata wielkiego kryzysu gospodarczego. Red. Stanisław Sierpowski, Poznań 1992, s. 63-83.
- Poznański Czerwiec - stan badań, pytania i wątpliwości, [w:] Poznański Czerwiec w świadomości i historii, Poznań 1996, s. 103-119.
- Poznański Czerwiec 1956, [w:] Przełomowy rok 1956. Poznański Czerwiec, Polski Październik, Budapeszt. Red. Stanisław Jankowiak i Edmund Makowski, Poznań 1998, s. 79-91.

## Recenzje pióra Edmunda Makowskiego z książek
- Poznań. Zarys dziejów. Red. Jerzy Topolski, Poznań 1973 [rec. "Kronika Wielkopolski", 1974, nr 2 (3), s. 274-276].
- Antoni Czubiński, Zdzisław Grot, Benon Miśkiewicz, Powstanie Wielkopolskie 1918-1919. Zarys dziejów, Poznań 1978 [rec. "Kronika Wielkopolski", 1978, nr 4 (17), s. 203-206].
- Gniezno i ziemia gnieźnieńska. Walka o wolność narodową i społeczną 1918-1945. Red. Jerzy Topolski i Bogusław Polak, Gniezno 1978 [rec. "Kronika Wielkopolski", 1979, nr 1-2 (18), s. 282-284].
- Andrzej ChoniawkoStosunki polityczne w Wielkopolsce 1945-1950, Poznań 1980, "Kronika Wielkopolski", 1981, nr 1 (24), s. 241-243.
- Piotr Bauer, Bogusław Polak, Armia "Poznań" w wojnie obronnej 1939, Poznań 1982 [rec. "Kronika Wielkopolski", 1983, nr 1 (30), s. 204-206].
- Zygmunt Zawadzki, Bogusław Polak, Czesław Knoll, Armia "Poznań" 1939-1982, Poznań 1982 [rec. "Kronika Wielkopolski", 1983, nr 1 (30), s. 206-207].
- Tadeusz Świtała, Poznań 1945 [roku], Poznań 1986 [rec. "Kronika Wielkopolski", 1987, nr 2-3 (45), s. 311-312].
- Piotr Bauer, Bogusław Polak, Armia "Poznań", Poznań 1987 [rec. "Kronika Wielkopolski", 1988, nr 1 (47), s. 189-190].
- Maciej Roman Bombicki, Poznań '56, Poznań 1992 [rec. "Kronika Wielkopolski", 1993, nr 1 (64), s. 135-136].
- Henryk Ladorski, Niepokonani. Poznań '56, Poznań 1992 [rec. "Kronika Wielkopolski", 1993, nr 1 (64),s. 138-139].
- Jan Edward Nalepa, Pacyfikacja zbuntowanego miasta. Wojsko Polskie w Czerwcu 1956 r. w Poznaniu w świetle dokumentów wojskowych, Warszawa 1992 [rec. "Kronika Wielkopolski", 1993, nr 1 (64), s. 136-138].
- Zbigniew Dworecki, Poznań i poznaniacy w latach Drugiej Rzeczypospolitej 1918-1939, Poznań 1994 [rec. "Studia Historica Slavo-Germanica", 1995, t. XX, s. 194-196].

## Sprawozdania naukowe pióra Edmunda Makowskiego
- Sprawozdanie z udziału delegacji Instytutu Historii UAM w konferencji naukowej i uroczystościach 30-lecia zwycięstwa nad faszyzmem zorganizowanych przez Uniwersytet im. M. Lutra w Halle, "Studia Historica Slavo-Germanica", 1976, t. V, s. 276-277.

## Publikacje o Edmundzie Makowskim
- Dariusz Matelski, Edmund Makowski (1931-2000). Wspomnienie, „Gazeta Wielkopolska” (dodatek do „Gazety Wyborczej”), nr 156 (3068) z 6 lipca 2001, s. 11.
- Ryszard Wryk, Edmund Makowski (1931-2000) [w:] Instytut Historii Uniwersytetu im. Adama Mickiewicza w Poznaniu. 1956-2006, Poznań 2006, s. 152-154.
- Stanisław Jankowiak, Edmund Makowski (1931-2000) [w:] Wybitni historycy Wielkopolscy. Red. Jerzy Strzelczyk, Poznań 2010, s. 669-676 (tam zdjęcie portretowe).

## Księga pamiątkowa
- Dariusz Matelski, Działalność Stowarzyszenia "Poznański Czerwiec '56" w latach 1989-2008. Książka dedykowana prof. Edmundowi Makowskiemu (1931-2000), (Poznań 2008), ISBN 978-83-87350-61-1 https://www.academia.edu/38317509/454_A_Dzia%C5%82alno%C5%9B%C4%87_Stowarzyszenia_Pozna%C5%84ski_Czerwiec_56_w_latach_1989_2008_pdf